# کرونای چکسلواکی
کرونای چکسلواکی (به انگلیسی: Czechoslovak koruna) یکای پول رایج در کشور چکسلواکی است. مسئولیت کنترل این واحد پولی برعهدهٔ بانک دولتی چکسلواکی قرار دارد.